# Patrice Lauzon
Patrice Lauzon (* 26. November 1975 in Montreal, Québec) ist ein ehemaliger kanadischer Eiskunstläufer, der im Eistanz startete.
Lauzon nahm ursprünglich Eiskunstlaufunterricht, um seine Eislauffähigkeiten im Eishockey zu verbessern. Im Alter von zwölf Jahren kam er zum Eistanz. Seine erste Eistanzpartnerin war Chantal Lefebvre.
1995 wurde Marie-France Dubreuil Lauzons Eistanzpartnerin. Im Jahr 2000 wurden sie erstmals kanadische Meister und debütierten daraufhin bei den Vier-Kontinente-Meisterschaften, bei der sie auf Anhieb die Silbermedaille gewinnen konnten. Ihr Weltmeisterschaftsdebüt beendeten sie wenig später auf dem zehnten Platz. Bei Vier-Kontinente-Meisterschaften errangen Dubreuil und Lauzon noch drei weitere Medaillen. 2001 gewannen sie Bronze, 2004 Silber und 2007 schließlich die Goldmedaille. Bei Weltmeisterschaften gewannen sie ihre einzigen Medaillen 2006 und 2007, als sie hinter den Bulgaren Albena Denkowa und Maxim Stawiski Vize-Weltmeister wurden. Zweimal nahmen die fünffachen kanadischen Meister an Olympischen Winterspielen teil. 2002 wurden sie Zwölfte und 2006 mussten sie zurückziehen, da Dubreuil bei einer Hebefigur am Ende des Originaltanzes gestürzt war.
Am 20. Mai 2008 verkündeten Dubreuil und Lauzon ihren Rücktritt vom Wettkampfsport. Im August 2008 heirateten sie.

## Ergebnisse

### Eistanz
(mit Marie-France Dubreuil)
| Olympische Winterspiele         |       |       |       |       |       |       | 12.   |       |       |       | Z     |       |
| Weltmeisterschaften             |       |       |       |       | 10.   | 11.   | 10.   | 10.   | 8.    | 7.    | 2.    | 2.    |
| Vier-Kontinente-Meisterschaften |       |       |       |       | 2.    | 3.    |       | 4.    | 2.    |       |       | 1.    |
| Kanadische Meisterschaften      | 6.    | 4.    | 4.    | 4.    | 1.    | 2.    | 2.    | 2.    | 1.    | 1.    | 1.    | 1.    |
| -                               |       |       |       |       |       |       |       |       |       |       |       |       |
| Grand-Prix-Wettbewerb / Saison  | 95/96 | 96/97 | 97/98 | 98/99 | 99/00 | 00/01 | 01/02 | 02/03 | 03/04 | 04/05 | 05/06 | 06/07 |
| Grand-Prix-Finale               |       |       |       |       |       | 6.    | 6.    | 6.    | 6.    | 5.    | 3.    | 2.    |
| Skate Canada                    |       |       |       |       | 4.    | 3.    |       | 2.    | 3.    | 2.    | 1.    | 1.    |
| Cup of Russia                   |       |       | 6.    |       | 5.    | 6.    |       |       |       |       |       |       |
| Trophée Eric Bompard            |       |       |       | 6.    |       |       |       |       | 2.    |       |       |       |
| Bofrost Cup                     |       |       |       | 8.    |       |       | 2.    | 4.    | 1.    |       |       |       |
| NHK Trophy                      |       |       |       |       |       | 4.    |       |       |       |       | 1.    | 1.    |
| Cup of China                    |       |       |       |       |       |       |       |       |       | 3.    |       |       |

- Z = Zurückgezogen

## Programme
| Saison    | Originaltanz                                                                                                | Kürtanz | Schaulaufen                                                                                   |
| --------- | --- | --- | --------------------------------------------------------------------------------------------- |
| 2006–2007 | Paya d'Ora von Del Tango de la Ciudad de Buenos Aires                                                       | At Last von Etta James | Ne Me Quitte Pas von Jacques Brel                                                             |
| 2005–2006 | Salsa- und Rhumba-Remix aus Ne me quitte pas von Jacques Brel                                               | Somewhere in Time, Filmmusik von John Berry | Ne Me Quitte Pas von Jacques Brel; Singing in the Rain von Arthur Freed                       |
| 2004–2005 | Singin' in the Rain von Arthur Freed                                                                        | Winter Vision von Scott Fitzgerald; Taboo von Peter Gabriel | Singing in the Rain von Arthur Freed                                                          |
| 2003–2004 | Americano von Renato Carosone; Why Don't You Do Right                                                       | Des Tours De Vies (Nu Tango) von Antony Rouchier; Santa Maria (del Buen Ayre) von Christoph Mullee and Edouardo Markoff; Vuelvo Al Sur von Ástor Piazzolla; Tango Inna Babylone (Nu Tango) von Cesar Valente, Sebastien Isaia und Antony Rouchier | L'Oiseau; Glory Box von Portishead                                                            |
| 2002–2003 | At the Ball, Furioso Polka von Johann Strauss                                                               | Dance with my Heart von Majoly | Tango Medley                                                                                  |
| 2001–2002 | Yo Soy Maria; Balada Renga Para Un Organito Loco; Yo Soy Maria von Ástor Piazzolla                          | Madame Butterfly von Giacomo Puccini |                                                                                               |
| 2000–2001 | L-O-V-E von Nat King Cole; My Melancholy Baby von E. Burnette und G. A. Norton, Soundtrack aus Forget Paris | Victorious Titus aus dem Film Titus (Soundtrack von E. Goldenthal) | The Ninth Gate, Soundtrack                                                                    |
| 1999–2000 | Relax and Mambo (Machito); Magalenha; Dance with Me Soundtrack                                              | Life Is Beautiful, Soundtrack | The First Time Ever I Saw Your Face von Georges Michael; The Feeling Begins von Peter Gabriel |
| 1998–1999 | La Grimas Y Sonisas; Argentine Waltz                                                                        | The Feeling Begins von Peter Gabriel |                                                                                               |